# Jardim Santo Eduardo
Jardim Santo Eduardo é o bairro mais populoso e conhecido da cidade de Embu das Artes na Grande São Paulo. além de ser uma periferia cercada de cultura com praças quadras e pistas skate
Faz divisa com o distrito do Capão Redondo, a partir do bairro Jardim Dom José.